# Can Figueres (Besalú)
Can Figueres és un edifici del municipi de Besalú (Garrotxa). Forma part de l'Inventari del Patrimoni Arquitectònic de Catalunya.

## Descripció
Al començament del carrer Tallaferro hi destaquen dos edificis de pedra tallada, les façanes dels quals tenen per base unes voltes. Can Figueres, popularment anomenat Can Goita, té en la seva base quatre arcades paral·leles al carrer i una de transversal. Són arcs rebaixats que reposen sobre capitells octogonals que també reposen sobre columnes octogonals. Per sobre dels arcs s'hi troba una cornisa en forma d'escòcia i més amunt quatre finestres amb doble columna cilíndrica i capitells d'estil gòtic. Unes mènsules sostenen el ràfec.

## Història
En realitat no es tenen notícies sobre quin era el seu destí originari ni tampoc sobre les posteriors utilitats a les que ha estat sotmès, no obstant, és compartida l'opinió que en temps medieval era el lloc destinat al mercat de la vila. Segons la tradició, en aquest carrer davant del castell hi havia la Ceca local.